# Can't Buy Me Love
«Can't Buy Me Love» –en español: «No puede comprarme amor»– es una canción compuesta por Paul McCartney, y acreditada al dúo Lennon-McCartney. Fue lanzada como sencillo por The Beatles con «You Can't Do That» en el lado B del disco.
Fue grabada el 29 de enero de 1964, en los estudios Pathé Marconi, propiedad de EMI, en París, donde The Beatles se presentaban en una temporada de 18 conciertos en el Teatro Olympia.

## Significado
Al verse presionado por la prensa americana en 1966 para que revelara el «verdadero» significado de la canción, McCartney expresó: «Creo que uno puede establecer cualquier interpretación sobre cualquier cosa, pero cuando alguien sugiere que 'Can't Buy Me Love' trata sobre la prostitución, acabó trazando una línea», prosiguiendo: «La idea detrás de ello era que todas esas posesiones materiales están muy bien, pero a la hora de la verdad no me pueden comprar lo que realmente quiero». Aunque más tarde afirmó que «debía de ser 'Can Buy Me Love'» al reflexionar sobre las ventajas que el dinero y la fama le trajo.

## Éxito
The Beatles estableció 4 récords con «Can't Buy Me Love» en el Billboard Hot 100, hasta que Billboard comenzara a usar el SoundScan para sus clasificaciones, este fue el salto más alto hacia el n.º 1: del n.º 27 al n.º 1; ningún otro sencillo lo había hecho antes. Este fue uno de los tres n.º 1 seguidos de The Beatles («I Want to Hold Your Hand» fue remplazado por «She Loves You» que más tarde fue sustituido por «Can't Buy Me Love»). Cuando «Can't Buy Me Love» llegó al n.º 1 (4 de abril de 1964), todo el top 5 del Hot 100 era de The Beatles, estando ocupadas las siguientes posiciones por «Twist and Shout», «She Loves You», «I Want to Hold Your Hand» y «Please Please Me», respectivamente. Ningún otro artista había ocupado los cinco primeros lugares al mismo tiempo. Durante su segunda semana en el n.º 1 (11 de abril de 1964), The Beatles tenían catorce sencillos en el Hot 100 al mismo tiempo.Rolling Stone clasificó en 2004 a «Can't Buy Me Love» en el lugar n.º 289 de su lista de las 500 Canciones Más Grandes de la Historia, aunque, para la nueva clasificación revisada de 2010, bajó al n.º 295. «Can't Buy Me Love» se convirtió en el cuarto n.º 1 de The Beatles en el Reino Unido, y el tercer sencillo que vendió más de un millón de copias en ese país.

## En directo
«Can't Buy Me Love» fue interpretada en directo por el grupo en casi todos los conciertos celebrados en las diferentes giras que hicieron en 1964 y 1965. A partir de 1966 ya no se la incluyó en el repertorio en directo del grupo.
Posteriormente, Paul McCartney ha seguido tocando la canción en sus conciertos en solitario hasta la actualidad.

## Personal
- Paul McCartney – voz principal, bajo (Höfner 500/1 63´).
- John Lennon – guitarra acústica (Gibson J-160e).
- George Harrison – guitarra líder (George usó la Rickenbacker 360/12, pero para el solo utilizó la Gretsch Country Gentleman).
- Ringo Starr – batería (Ludwig Downbeat).

Personal por Ian MacDonald
Dato sobre el solo: originalmente el solo de guitarra de George fue tocado con la Rickenbacker 360/12 y era algo diferente al de la mezcla final. En la versión Stereo de Can´t Buy Me Love, en el canal izquierdo se puede apreciar el solo tocado con la guitarra de 12 cuerdas, que seguramente se filtró en algún micrófono de la batería.

## Posición en las listas
| Año  | País           | Lista               | Posición | Semanas n.º 1 | Semanas en lista |
| ---- | -------------- | ------------------- | -------- | ------------- | ---------------- |
| 1964 | Reino Unido    | Record Retailer     | 1        | 3             | 15               |
| 1964 | Reino Unido    | New Musical Express | 1        | 4             |                  |
| 1964 | Reino Unido    | Melody Maker        | 1        | 3             | 14               |
| 1964 | Estados Unidos | Billboard Hot 100   | 1        | 5             | 10               |
| 1964 | Estados Unidos | Record World        | 1        |               |                  |
| 1964 | Estados Unidos | Cash Box            | 1        | 5             |                  |

## Apariciones en otros medios
La canción aparece en el episodio The Old Man and The "C" Student de la décima temporada de la popular serie Los Simpson en el montaje de los ancianos divirtiéndose.